# Albert Niemann (läkare)
Albert Niemann, född 23 februari 1880 i Berlin, död 22 mars 1921 i Berlin, tysk barnläkare.
Han vad son till tenoren Albert Niemann och studerade medicin vid universiteten i Berlin, Freiburg och Strasbourg, 1903 tog han sin examen. 1908 blev han assisterande läkare vid universitetssjukhuset i Berlins barnklinik och 1919 utsågs han till professor.
Niemann har tillsammans Ludwig Pick givit namn åt Niemann-Picks sjukdom.